# Арад (Румыния)
Ара́д (рум. и венг. Arad) — город в Румынии на территории исторической области Кришана. Расположен на реке Марош недалеко от границы с Венгрией, административный центр одноимённого жудеца.

## История
Первые упоминания Арада относятся к XI веку. После монгольского вторжения в Венгрию в 1241 году на месте Арада была возведена крепость для защиты рубежей королевства Венгрия. Османская империя отвоевала этот регион в 1551 году. В период османского владычества Арад был отдельным санджаком. После подписания Карловицкого мира в 1699 году Арад вместе со всей Венгрией перешёл под контроль Австрии. Согласно переписи населения 1720 года в городе проживало 177 румынских, 162 сербские и 35 венгерских семей. В 1742 году в городе поселились первые евреи, незадолго до начала Второй мировой войны в Араде было более 10 000 евреев, что составляло более 10 % населения.
В период с 1763 по 1783 год в Араде были построены новые укрепления. Они сыграли важную роль во время Венгерской революции 1848—1849 годов. В июле 1849 года Арад был взят венгерскими революционерами, после чего в городе базировалось революционное правительство. После поражения революции, 6 октября 1849 года, австрийцы казнили в Араде 13 венгерских генералов, впоследствии известных как арадские мученики.
По Трианонскому договору 1920 года Арад вошёл в состав Румынии.
В августе 1944 г. город освобождён 69-й гвардейской Звенигородской стрелковой дивизией.

## Население
По результатам переписи 2011 года население города составляет 147 922 человек, из них 85,23 % — румыны, 10,61 % — венгры, 1,71 % — цыгане и 2,45 % — другие народы.

## Экономика
Город является важным транспортным и промышленным узлом Румынии. Основные отрасли — машиностроение, текстильная и пищевая промышленность. Есть производство обуви, мебели, химикатов и стройматериалов.

## Города-побратимы

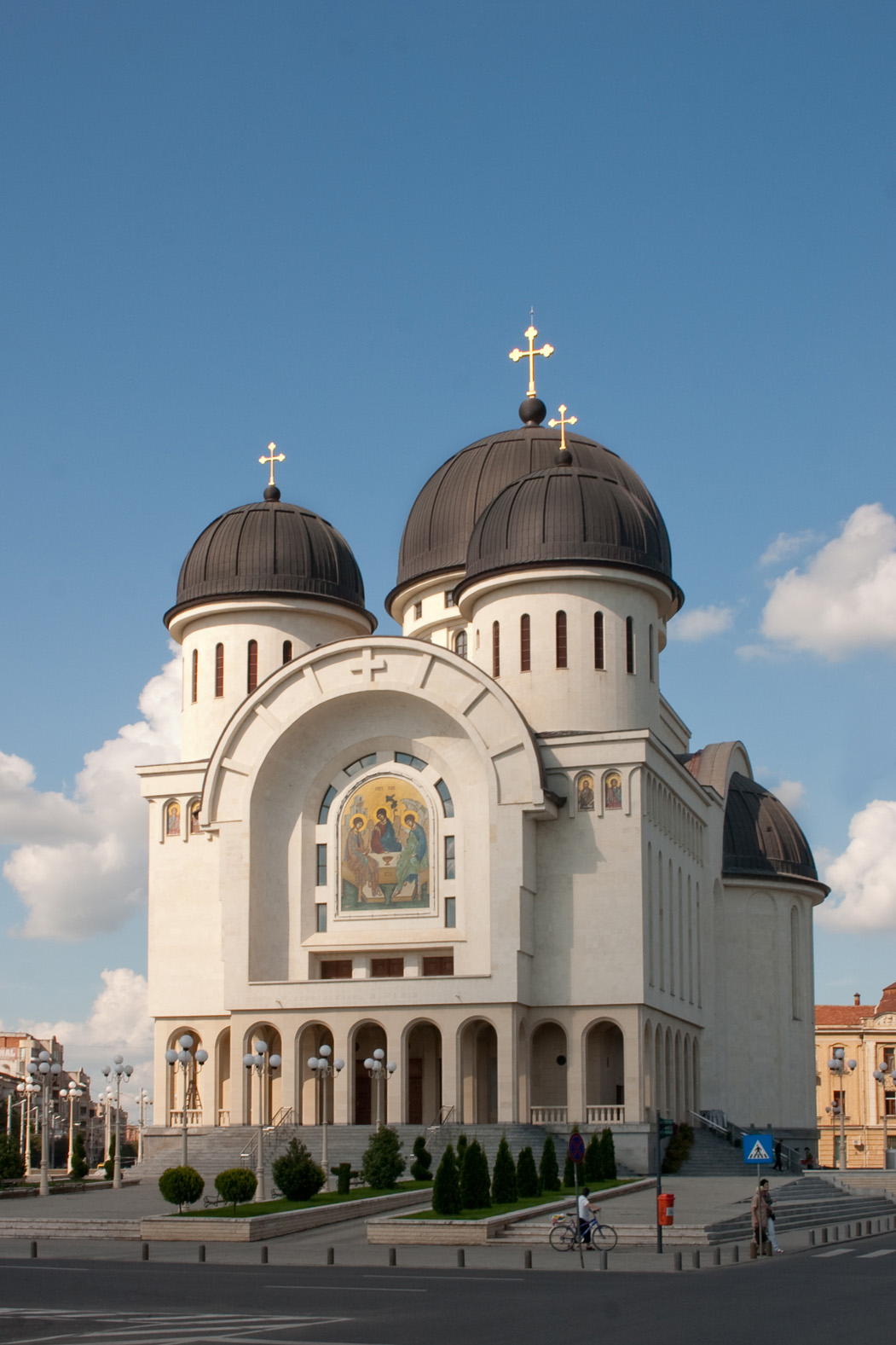
Православный собор

Арад является городом-побратимом следующих городов:
- Зренянин, Сербия
- Атлит, Израиль
- Фушунь, КНР
- Дьюла, Венгрия
- Ходмезёвашархей, Венгрия
- Гиватаим, Израиль
- Печ, Венгрия

## Известные уроженцы
- Валер Барна-Сабадус — немецкий контратенор
- Ладислав Васс — румынский политический и государственный деятель.
- Раду Чучану — повстанец-антикоммунист, диссидент, учёный-историк и политик.